# غابي لاسكي
غافرييلا «غابي» شوتس لاسكي (بالعبرية: גבריאלה "גבי" שוץ לסקי‏) هي سياسية إسرائيلية ومحامية وناشطة نسوية وناشطة في مجال حقوق الإنسان. 
انتخبت عضوا في الكنيست عن حزب ميرتس منذ 2021. وكانت عضوًا في مجلس مدينة تل أبيب بين عامي 2013 و 2018 عن حزب ميرتس، وكانت الأمين العام لمنظمة السلام الإسرائيلية «السلام الآن».
تقوم لاسكي بصفتها محامية في مجال حقوق الإنسان، بتوثيق حالات التعذيب وسوء الأوضاع في السجون، ووحشية الشرطة الإسرائيلية داخل  إسرائيل وغزة والضفة الغربية.

## روابط خارجية
- غابي لاسكي على الموقع الإلكتروني للكنيست
- الموقع الرسمي
- غابي لاسكي  على فيسبوك.